# تئاتر رومی اورانژ
تئاتر رومی اورانژ (فرانسوی: Théâtre antique d'Orange‎) یک تئاتر رومی در اورانژ، ووکلوز، فرانسه است.
این بنا که در اوایل قرن اول میلادی ساخته شده

## نگارخانه

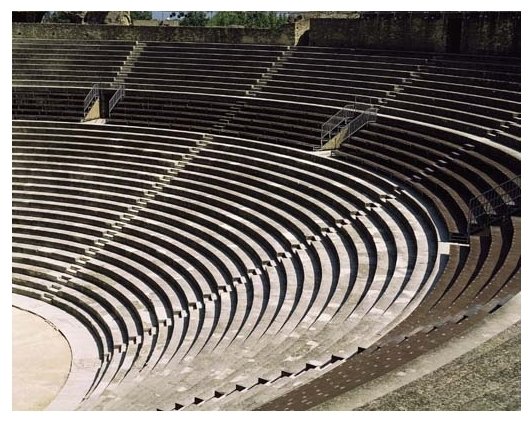
Seating in the theatre
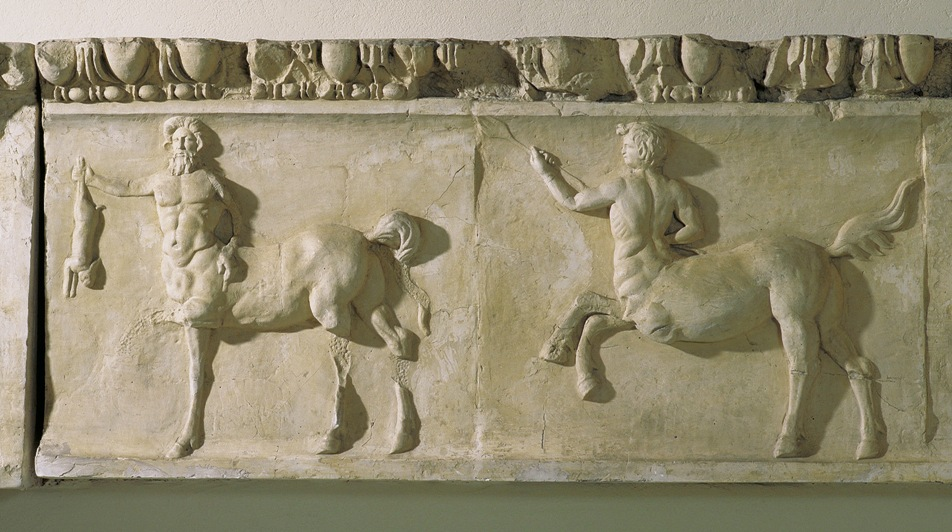
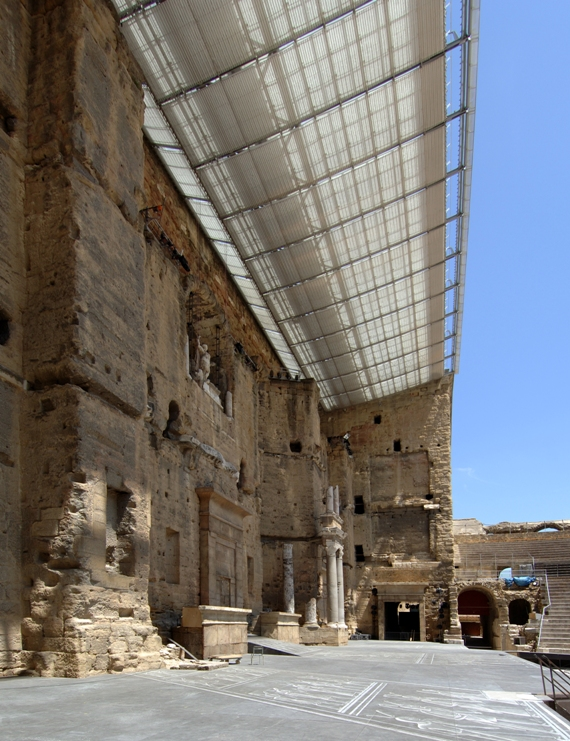
The new stage roof
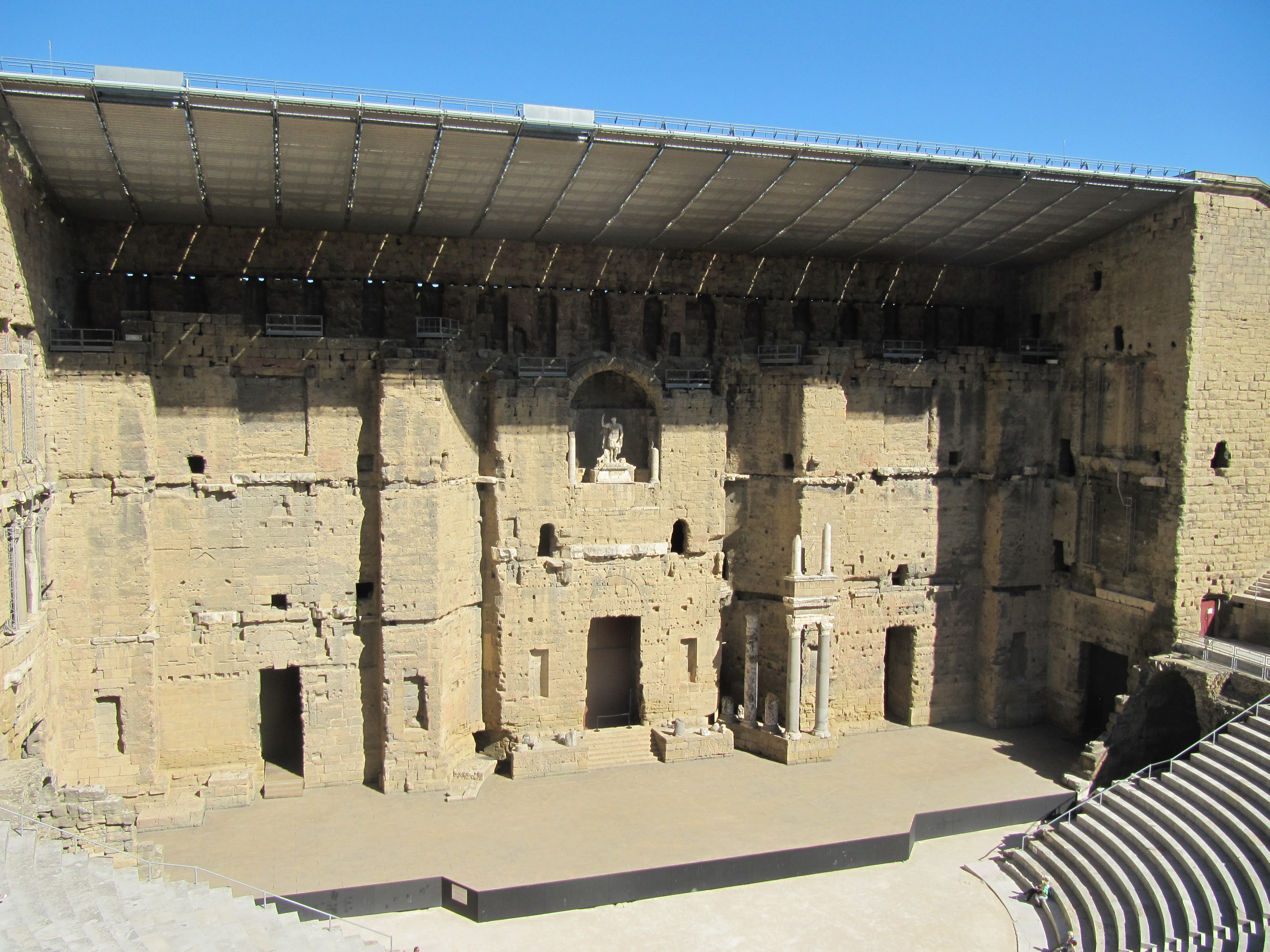
Roman Theatre with new stage roof
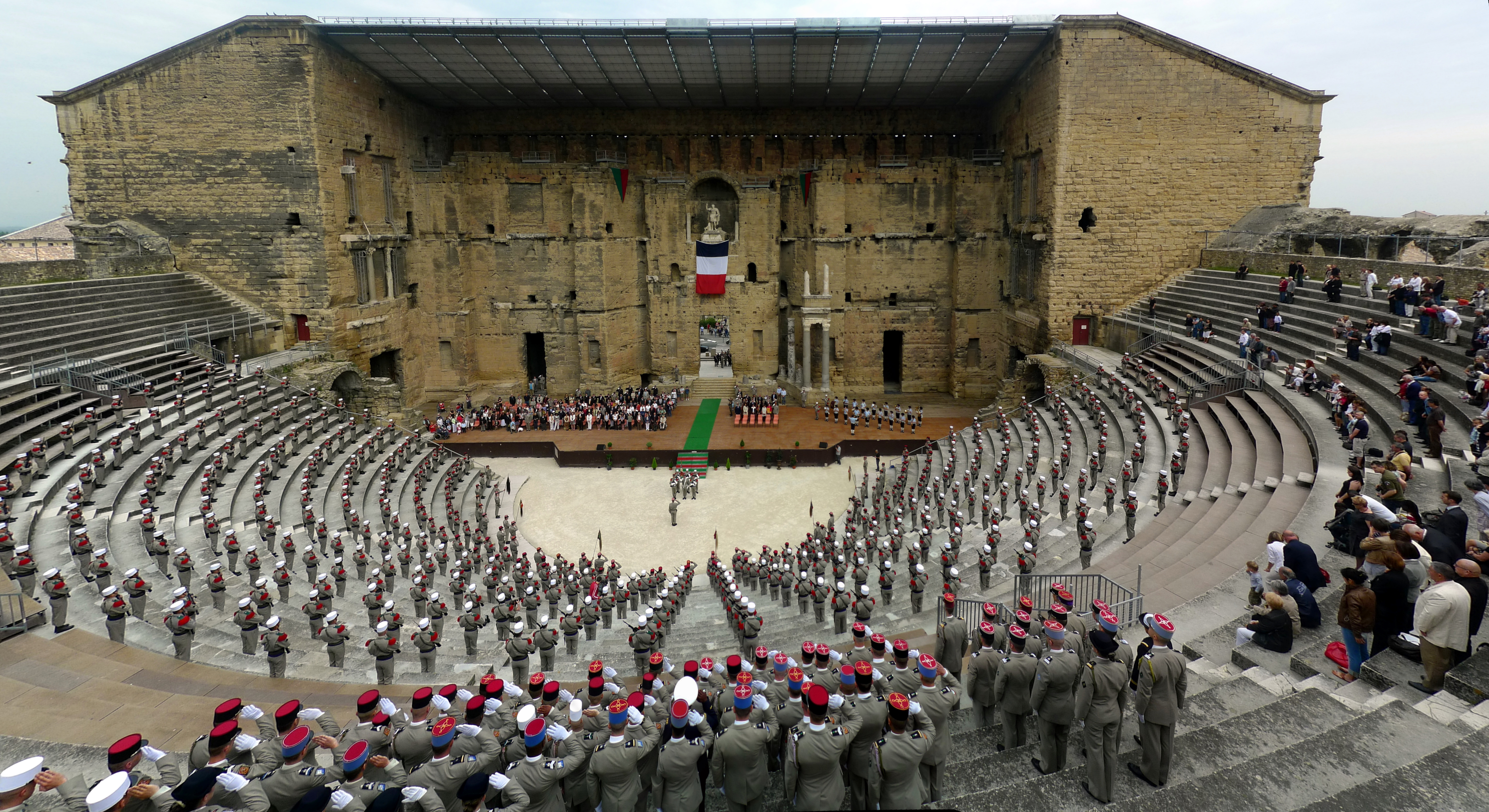